# Rafajovce
Rafajovce és un poble i municipi d'Eslovàquia. Es troba a la regió de Prešov, al nord del país.

## Història
La primera referència escrita de la vila data del 1557.

## Demografia
| Godina             | 1994 | 2004   | 2014   | 2024    |
| ------------------ | ---- | ------ | ------ | ------- |
| Nombre de persones | 168  | 173    | 190    | 159     |
| Diferència         |      | +2,97% | +9,82% | −16,31% |

| Godina             | 2023 | 2024   |
| ------------------ | ---- | ------ |
| Nombre de persones | 163  | 159    |
| Diferència         |      | −2,45% |